# Anguilla bengalensis
Espèce
Statut de conservation UICN

 NT A2cd : Quasi menacé
La Z'amab ou Z'anguille  (Anguilla bengalensis) est une espèce d'anguilles qui se rencontre dans le sous-continent indien et des régions voisines, y compris les Indes orientales.
Il existe deux sous-espèces :
- Anguilla bengalensis bengalensis - Anguille marbrée indienne
- Anguilla bengalensis labiata - Anguille marbrée africaine